# Nembrionic
Nembrionic is een Nederlandse deathmetalband die actief was tussen 1991 en 1999 en in 2019 weer optrad op het Stonehenge festival. Tot 1993 speelde de band als Nembrionic Hammerdeath. Nembrionic bracht drie albums uit bij Displeased Records en maakte een album met Osdorp Posse. 
Nembrionic’s eerste line-up bestond sinds 1991, en na de release van respectievelijk de demo Lyrics of Your Last Will en de ep Themes on an Occult Theory werden ze getekend door Displeased Records. De debuut-cd Tempter werd uitgebracht aan het eind van 1993 en vormde een solide basis voor de te bevaren muzikale koers van de band.
Door gebruik te maken van topsnelheden in combinatie met sterke arrangementen ontstond een eigen stijl. Nembrionic toerde intensief door binnen- en buitenland met bands als Confessor, Donor en At the Gates alvorens aan de opvolger van hun debuut te gaan werken. Deze opvolger, Psycho One Hundred genaamd, kwam in de lente van 1995 uit. Ze begonnen de daaropvolgende tour met een uitverkocht zaal in hun thuisstad Zaandam.
Met oude schoolvrienden Osdorp Posse speelde Nembrionic vervolgens op grote festivals en in de grote zalen. Ze bekroonden deze samenwerking met een derde album, Briljant, Hard en Geslepen en het fungeren als support-act van Slayer op Dynamo '96. 
Terwijl de plaat een maand of drie in de lp top 30 staat speelt Nembrionic wederom in het voorprogramma van Slayer, ditmaal in Paradiso. De vierde langspeler komt begin 1998 uit. Naar aanleiding van het album wordt de videoclip Beastmachine uitgebracht die vervolgens veel airplay bij TMF genoot. De clip beleefde de première in het door henzelf gepresenteerde tv-programma Wet & Wild.
In 2000 ging de band uit elkaar terwijl er aan de opvolger Satanic Deathforce werd gewerkt. De hoofdreden was een gebrek aan inspiratie mede ingegeven door de inzakkende metalscene. Eind 2012 besloot Nembrionic weer de studio in te duiken als studioproject om online af en toe een nieuwe track te publiceren. In 2019 volgde daarop een geslaagd reünie-optreden op Stonehenge en later bij de boekpresentatie van Berthus Westerhuis zijn biografie, in Ommen. 
In 2022 bracht de band onder de naam Hammerdeath een nieuwe single uit met twee nummers, online, met de passende naam 'Hammerdeath'. Verder werd in 2022 eindelijk de cult-ep 'Themes on an Occult Theory' opnieuw in geremasterde vorm uitgebracht.

## Discografie
- Lyrics of Your Last Will (demo, 1991)
- Themes on an Occult Theory (ep, 1992)
- Tempter (split met Consolation, Displeased Records, 1993)
- Hardcore Leeft (split ep met Consolation en Osdorp Posse, 1994)
- Psycho One Hundred (cd, Displeased, 1995)
- Briljant, Hard en Geslepen (met Osdorp Posse; cd, Displeased, 1996)
- Bloodcult (mcd, Displeased, 1997)
- Incomplete (cd, Displeased, 1998)
- Psycho One Hundred (lp, Extreme Metal Vinyl, 2017)

## Bandleden
- Jamil Beroud - basgitaar
- Dennis Jak - gitaar
- Noel Van Eersel - drums
- Marco "Bor" Westenbrink - gitaar, zang